# 무이암차

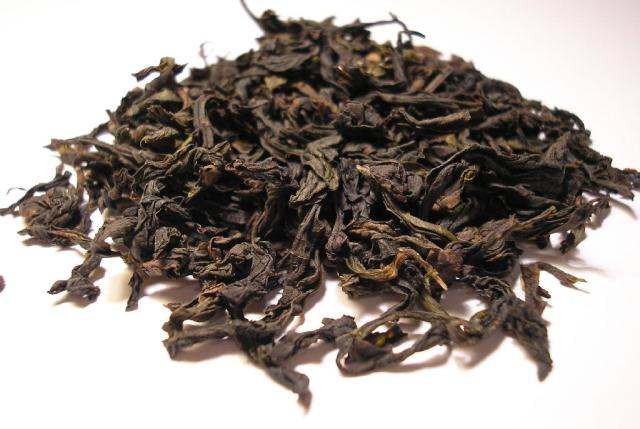

무이암차(武夷巖茶)는 중국 푸젠성 우이산에서 나는 차를 통칭하여 무이암차라고 한다. 우이산은 유네스코 세계유산에 등록된 빼어난 산이다. 우롱차는 중국 푸젠성에서 생산되는 우이산 암차가 그 원류이다. 타이완의 우롱차도 이 푸젠성의 우롱차가 건너간 것이다.

## 재배 환경
푸젠성에 있는 우이산은 해발 700m가 넘고, 사시사철 따뜻한 기온과 높은 습도를 유지하여 그 자연환경이 차 재배에 적당하다. 연평균 기온 17.5℃, 연평균 강우량  2,000mm이상이다. 골짜기에는 안개가 자욱하게 끼어, 일반적으로 습도 80%를 유지한다. 연 평균 일조시간은 1,900시간 정도로 적은 일조량을 가지고 있어서 찻잎이 부드러워 우수한 품질의 차가 생산된다. 무이산의 토양은 붉은색의 사암(沙岩)으로 이런 바위들이 늘어서 있는 곳은 차나무가 무성하게 자랄  수 있는 토양을 제공하여, 암차라고 부른다.
수확은 봄과 여름의 두 철에 이루어지는데, 봄에 따는 차가 전체의 80%를 차지하며, 품질도 훨씬 우수하다. 봄차는 입하를 전후하여 찻잎을 따기 시작하여 20일 동안 찻잎을 딴다. 어린 차싹을 따는 녹차와는 달리 무이암차는 다 펼쳐진 찻잎을 딴다. 그래서 무이암차만의 독특한 향기와 맛이 나타난다.

## 종류
무이암차에는 육계, 수선, 동정오룡, 철라한, 대홍포, 기란, 매점 등의 품종이 있는데, 그 가운데서 대홍포를 최고로 치며, 육계와 수선 그리고 우롱차가 유명하다.

## 같이 보기
- 중국의 명차
- 우롱차